# キカイダー REBOOT
『キカイダー REBOOT』（キカイダー リブート）は、 2014年5月24日に東映系で公開された日本の特撮映画。キャッチコピーは「善か?悪か? この「機械（ココロ）」が壊れても、君を守る―」。

## 概要
2013年4月に公開された『仮面ライダー×スーパー戦隊×宇宙刑事 スーパーヒーロー大戦Z』の最後に旧キカイダーのシルエットでキカイダーの予告が公開される。
2014年1月30日に行われた、東映ラインナップ発表会で正式に制作発表。1972年から1973年に放映された特撮テレビドラマ『人造人間キカイダー』を原典とし、原作者・石ノ森章太郎が残した普遍的ストーリーに21世紀における現代的テーマ性と最新のデジタル特撮（VFX）技術を与えてリメイク（この作品ではリブートと呼ぶ）し、新たなるヒーロー映画を創造すると標榜している。
東映は『仮面ライダー』をはじめとして過去の人気特撮作品を数多くリブートしているが、『キカイダー』自体を実写で製作するのはテレビシリーズ以来約41年ぶりとなる（1995年に作られたスピンオフ作品・『人造人間ハカイダー』はハカイダーを除いて別設定・別キャラクターで作られており、キカイダーは出ない）。今回の映画化はKADOKAWAの井上伸一郎の強い後押しにより実現したものであるが、脚本脱稿に約2年を要するなど、時間をかけた制作体制となっている。
主演のジロー役には、本作が初主演作となる若手俳優の入江甚儀を起用。その他の配役には、東映ほか特撮作品に出演経験のある俳優が数多く起用されている。さらにテレビシリーズ版『キカイダー』でジローを演じた伴大介が物語のキーマンとなる心理学者・前野究治郎役で出演した。続編を匂わせるエンディングになっている。
2014年度HIHOはくさいアワード5位に選出された。
2014年10月10日、ハワイ最大のシネコンチェーンConsolidated TheatresのWard Stadium with TITAN XC（17スクリーンのハワイ最大のシネコン）にて封切られ、週末興収で1位を獲得。当初1週間のみの上映の予定のところが、10月17日から高級住宅地・カハラ地区のKahara Theatreでの上映続行が決定されるなど、本作は現地では大好評であった。

## ストーリー
介護・医療・災害救助等の危険な作業・労働を遂行できるロボットを国策開発しようと、椿谷国防大臣指揮の下「ARKプロジェクト」が立ち上げられている日本。ある日、プロジェクトの主任研究員光明寺信彦(以下「光明寺」と表記)は、プロジェクトが平和利用だけでなく、軍事利用を大きな目的にしていたことを知り強く憤る。しかしその後事故死してしまう。
1年後、光明寺の遺児のミツコとマサルの姉弟が自宅で謎の部隊に襲撃され、マンションの屋上へとさらわれかける。そこに生前光明寺の作ったプロトタイプのアンドロイドジローが現れて窮地を救う。
部隊はヘリコプターから重機サイズの大型ロボットを降ろして対抗するが、ジローは変身してこれを撃退する。ジローはミツコに逃げようと促すが、ミツコは断ってしまう。
居合わせた記者の服部半平がミツコたちを匿まったが、ミツコは光明寺の恩師である心理学者前野究治郎を頼ろうと、翌日服部の部屋を出てしまう。
携帯からの電波が傍受され、また追手が付くが、再度ジローが現れて危機を脱する。ジローは自分が光明寺に造られ、ミツコたちを守るのが与えられた使命であると説明する。
ミツコは嫌がるが、ジローの尾行回避術は的確で、帯同して前野の元へ向かう。マサルはジローにいち早く馴染み、次第に笑顔を見せるようになる。ミツコもぎこちないが心を持っているかのように振る舞うジローに少しづつ心を開いていく。
椿谷大臣は、光明寺が生前にマサルの体内へ隠してしまった研究データ「光明寺ファイル」を強く欲していた。再三の追手は椿谷の指示であった。
ARKプロジェクトのギルバート神崎が造ったプロトタイプアンドロイドマリが三度ミツコたちを襲撃し、ジローを格闘戦で圧倒し完全に破壊しそうになる。
ミツコはジローの命乞いをし、マリへの帯同を誓う。
ジローは任務の失敗に苦しみながら山野を放浪し、前野や服部らに保護され修理される。
椿谷大臣はギルバート神崎に、入手した光明寺ファイルを元に研究を完成するように厳命するが、ギルバートは彼自身の研究が否定されたことを怒り、新しい戦闘特化型アンドロイドへ自身の脳髄を移植して、実力誇示を始める。

## 登場キャラクター

### アンドロイド／サイボーグ
ジロー/キカイダー
主人公。光明寺博士が造った人造人間のプロトタイプ。型式番号はKJX-1。心を再現する良心回路を搭載しているが、目覚めたばかりであるため、人間の心に対する理解は乏しく、暴力・破壊活動を制御されているため、生身の人間には力を振るうことが不可能である。背負っているギターケースにはキカイダーの活動に必要な機材が組み込まれている。本作品では「キカイダー」の呼称はタイトルに表示されるのみで、台詞上には登場しない。
普段は人間の青年の姿に偽装しており、本来の外見は右半身が青・左半身が赤である。「青」は善の心、「赤」は悪の心を「ナノ結晶ディスプレイ」が投影しており、仮に完全なる「良心」を手に入れることができれば、全身は青に統一されると言われている。
決め台詞は「ここからは、機械的に行こうか」。
その他の詳細はキカイダー#『REBOOT』を参照。
マリ
ギルバート神崎が造った人間の女性型アンドロイド（ガイノイド）のプロトタイプで、彼の秘書。型式番号はBJX-2。良心回路は搭載していないため、キカイダーを凌駕する速さを誇る。また、戦闘時には右手を銃に変形させる。椿谷国防大臣の部下となり、ミツコとマサルを追う。
ハカイダー
キカイダーを倒すために造られたアンドロイド。基本設計はジローと同じだが、頭部にギルバート神崎の脳髄が移植されている。「良心回路」と対極な「戦闘回路」を搭載し、思考と行動のすべてをキカイダーの破壊に使うよう、プログラムされている。
詳細はハカイダー#映画『キカイダー REBOOT』と関連作品を参照。

### キカイダー関係者
光明寺 信彦（）
「ARKプロジェクト」の主任研究員。
平和利用のためのロボットには人同様の「心」が不可欠と考え「良心回路」を開発。長年研究に没頭し、子供たちと疎遠になったまま実験中に事故死するが、実はギルバート神崎が手を下していた。
スタッフロール後、椿谷らにより、脳髄が保管されていることが明かされる。
光明寺 ミツコ（）
光明寺の長女の大学生。アメリカ留学予定。
父には愛情を感じておらず、父の遺志で近づくジローのことも嫌うが、ジローの「心」を知り次第に寄り添うようになる。
光明寺 マサル（）
光明寺の長男の小学生。都内のマンションで暮らしているが、姉・ミツコがアメリカ留学することから寮暮らしを始める予定。
ミツコよりも早くにジローに親しむ。
父の手で密かに体内に光明寺ファイルを収めたメモリーチップが移植されていたため、椿谷に狙われる。
服部 半平（）
自称ネットジャーナリストのルポライターで、副業でケータイ小説も執筆している。光明寺信彦の事故死を取材する中でミツコ、マサル、ジローたちと出会い、彼らに助力する。
本田 宗五郎（）
半平の知人である初老の男。秋葉原の雑居ビルで機械屋を営む。半平に頼まれて持ち込まれたロボットの部品の調査や壊れたジローをメンテナンスする。
前野 究治郎（）
信彦の恩師の心理学者でロボットに心を持たせることを提案した。損傷遺棄されたジローを発見・回収し、半平へ引き渡すが、その間にジローにアドバイスを与える。
名前は「前の旧ジロー」のもじり。

### ARKプロジェクト関係者
ギルバート・神崎（）
「ARKプロジェクト」の研究者。光明寺信彦生前は信彦の補佐役としてアメリカから招聘されたが、死後プロジェクトリーダーに昇格し、以後は「プロフェッサー・ギル」と呼ばれる。戦闘力重視の設計思想を持つため、ロボットに「心」が必要と説く信彦の思想を否定しており、彼の死後も比較されることに不満を感じていたため、彼が製作したキカイダーの打倒を決意する。
椿谷（）
日本国の国防相（国防大臣）で「ARKプロジェクト」のリーダー。光明寺信彦の思想・研究を生前より高く評価しており、信彦がマサルの体内に隠した研究成果「光明寺ファイル」を欲する。
田部 慎之介（）
日本国総理大臣で「ARKプロジェクト」の立案者。プロジェクトの遂行を椿谷に一任しているが、推移や椿谷の言動を警戒している描写がある。

## 用語
ARKプロジェクト（）
作品世界における日本国が得意とするロボット開発をさらに経済再生の柱として促進するための国家的事業。目標は優れたロボットを大量に作り、揺るぎない基幹産業にすること。
良心回路
ジローに搭載された、人間における「感情」と「心」を再現するためのコアユニット。未完成の状況で光明寺博士が死亡したため、現在はリアルタイムで取得した外界のデータを分析・判断し、その事象が単純な「善」か「悪」かを導き出すことが出来る程度。複雑な状況に際しては善悪の判断を下せないことも多く、ジローは「悩む」ことになる。
光明寺ファイル
光明寺博士が携わったARKプロジェクトの研究データ。ジローのアーキテクチャーなどが収められている。

## キャスト
- ジロー / キカイダー - 入江甚儀
- 光明寺ミツコ - 佐津川愛美
- 光明寺マサル - 池田優斗
- マリ - 高橋メアリージュン
- ギルバート 神崎 / ハカイダー - 鶴見辰吾
- 光明寺信彦 - 長嶋一茂
- 本田宗五郎 - 本田博太郎
- 服部半平 - 原田龍二
- 椿谷 - 中村育二
- 田部慎之介 - 石橋蓮司
- 前野究治郎 - 伴大介

### 声の出演
- アナウンサー：鈴村健一

### スーツアクター
- キカイダー - 荒川真[7]

※キカイダーの繊細な演技が求められる一部シーンでは、ジロー役の入江がスーツを着て演技している。
- ハカイダー - 岩上弘数[9]

## スタッフ
- 原作 - 石ノ森章太郎
- エグセクティブプロデューサー - 井上伸一郎、白倉伸一郎
- 製作 - 安田猛、有川俊、平城隆司、和田修治、小野口征、木下直哉、前山寛邦
- スーパーバイザー - 小野寺章（石森プロ）
- プロデュース - 嵐智史、小川泰明、佐々木基
- 脚本 - 下山健人
- 音楽 - 吉川清之
- 音楽制作 - 東映音楽出版、日本コロムビア
- キャラクターリファインデザイン - 村枝賢一
- アクション監督 - 田渕景也
- VFXスーパーバイザー - 美濃一彦（ツークン研究所）
- 撮影 - 小林元
- 照明 - 堀直之
- 美術 - 岡村匡一
- 装飾 - 肥沼和男
- 録音 - 豊田真一
- 整音 - 小林喬
- 音響効果 - 中村佳央
- 編集 - 下山天、難波智佳子
- 助監督 - 高橋浩、倉橋龍介、越知靖、安河内瑠美
- スクリプター - 深沢美穂
- 制作担当 - 曽根晋
- ラインプロデューサー - 林周治
- キャスティングプロデューサー - 福岡康裕
- アクションコーディネーター - 江澤大樹
- ワイヤースタントコーディネーター - 雲雀大樹
- 制作管理 - 角田朝雄
- ダークロボットデザイン - 田嶋秀樹（石森プロ）
- 配給統括 - 村松秀信
- 予告編 - 下山天
- 技術監修 - 古田貴之
- 制作プロダクション - 東映東京撮影所
- 製作統括 - 木次谷良助
- 配給 - 東映
- 製作 - 「キカイダー」製作委員会（KADOKAWA、東映、テレビ朝日、アサツー ディ・ケイ、バンダイ、木下グループ、日本コロムビア）
- 監督 - 下山天

## 主題歌
「ゴーゴー・キカイダー REBOOT2014」
作詞 - 石森章太郎 / 作曲・編曲 - 渡辺宙明 / 歌・編曲 - ザ・コレクターズ

## Blu-ray / DVD
2014年12月12日発売。発売・販売元はKADOKAWA 角川書店。
- キカイダー REBOOT 通常版（DVD1枚組）
- キカイダー REBOOT スペシャル・エディション（2枚組）
  - ディスク1：本編ディスク
    - 音声特典
      - スタッフコメンタリー

  - ディスク2：特典ディスク（Blu-ray版はBlu-ray、DVD版はDVDで収録）
    - ザ・メイキング・オブ キカイダー REBOOT
    - 未公開シーン集
    - 舞台挨拶集
    - レコーディング風景
    - 全面協力! 千葉工業大学未来ロボット技術研究センター（fuRo）
    - W伸一郎対談
    - 特報・劇場予告編・TVスポット集

  - 初回限定特典
    - フルカラー解説書（36P）
    - フルカラー豪華資料集（52P）
    - ポストカード（2枚）
    - 新ビジュアル特製アウターケース

## 関連作品
『仮面ライダー鎧武/ガイム』
初上映時にテレビ朝日系で放送していた平成仮面ライダーシリーズ第15作品目。同じ石ノ森作品つながりということから、第30話（2014年5月18日放送）にジロー / キカイダーがゲスト出演。
このエピソードは本映画の数日前の出来事として描かれ、ハカイダーも登場する。
ジオラマ小説『S.I.C. HERO SAGA KIKAIDER REBIRTH 電気羊の夢を見るか？』
『仮面ライダー鎧武/ガイム』の他に、原典の作品である『キカイダー01』の共演作品。